# Nový Bor (stacja kolejowa)
Nový Bor – stacja kolejowa w Novým Borze, w kraju libereckim, w Czechach. Znajduje się na wysokości 370 m n.p.m.
Jest zarządzana przez Správę železnic. Na stacji znajdują się kasy biletowe, na których istnieje możliwość zakupu biletów na wszystkie pociągi w tym międzynarodowe oraz rezerwacji miejsc.

## Linie kolejowe
- 080 Bakov nad Jizerou - Jedlová